# Traficante de drogas
Traficante de drogas é a pessoa que negocia substâncias ou os produtos capazes de causar dependência, assim especificados em lei ou relacionados em listas atualizadas periodicamente pelo Poder Executivo da União.

## Legislação brasileira
No Brasil, a lei nº 11.343, de 23 de agosto de 2006 instituiu o Sistema Nacional de Políticas Públicas sobre tráfico - Sisnad; prescreve medidas para prevenção do uso indevido, atenção e reinserção social de usuários e dependentes de drogas, estabelece normas para repressão à produção não autorizada e ao tráfico ilícito de drogas, define crimes e dá outras providências.
O Brasil assinou a Convenção de Viena e, em março de 1998, aprovou a Lei nº 9.613, que tipifica o crime de lavagem de dinheiro e postula como um dos crimes antecedentes o tráfico de drogas. Com o avento dessa lei, as leis anteriores (lei 6.368/1976 e 10.409/02) foram revogadas.
Afirma o artigo 33 da supra lei (lei 11.343, de 23 de agosto de 2006), que caberá pena de reclusão de 5 (cinco) a 15 (quinze) anos para quem importar, exportar, remeter, preparar, produzir, fabricar, adquirir, vender, expor à venda, oferecer, ter em depósito, transportar, trazer consigo, guardar, prescrever, ministrar, entregar a consumo ou fornecer drogas, ainda que gratuitamente, sem autorização ou em desacordo com determinação legal ou regulamentar. Quanto a pena de reclusão, a mesma é tratada no artigo 33 do Código Penal, o qual define que esta pena será cumprida em regime fechado, semiaberto ou aberto.